# Akrokolioplax bicornis
Akrokolioplax bicornis е вид лъчеперка от семейство Шаранови (Cyprinidae).

## Разпространение
Видът е разпространен в Китай (Юннан).

## Описание
На дължина достигат до 16 cm.